# Макиевы
Маки́евы (осет. Мæхъитæ), — осетинская фамилия.

## Генетическая генеалогия
| Компания | Антропоним                 | Гаплогруппы (Y-ДНК # мтДНК) |
| -------- | -------------------------- | --------------------------- |
| 23andMe  | Makiev Konstantinos (1992) | G-Z6653 # H1q               |
| FTDNA    | Makiev                     | G2a1a1a1b1a                 |
| Генотек  | Макиев Константин          | G2a1a1a1a1a1b # T1          |
| Генотек  | Макиева Инга Валерьевна    | Y1                          |

## Известные носители
- Владимир Исакович Макиев (1914–2001) — осетинский актёр, народный артист СОАССР (1960).[2]
- Гайоз Константинович Макиев (1950) — начальник Северо-Кавказского филиала Главгосэкспертизы России, кандидат технических наук.[3]
- Зураб Гайозович Макиев (1976) — российский политический деятель, депутат Госдумы VI и VII созыва.

Спорт
- Алан Владимирович Макиев (1991) — российский профессиональный баскетболист, играющий на позиции центрового.
- Валерий Эдуардович Макиев (1985) — российский футболист, полузащитник.
- Заур Юрьевич Макиев (1992) — борец вольного стиля, бронзовый призёр чемпионатов России и Европы 2016 года.
- Заури Сардионович Макиев (1950–2016) — советский и российский тренер по фристайлу, заслуженный тренер России (1992).
- Станислав Зурабович Макиев (1985) — дзюдоист, победитель первенства России и бронзовый призёр первенства Европы 2004 года.